# 市川福治・かな江
市川福治・かな江（いちかわふくじ・かなえ）は、昭和期に活躍した夫婦漫才。

## 芸風
形式上漫才だが、殆ど福治の一人舞台で、かな江は三味線を弾いて伴奏する程度。
福治の師匠は尺八・琴古流の戸澤行古で、篠笛（横笛）の腕前もあり、篠笛で尺八の音色を出す珍芸、その他に木魚を叩いて語る阿呆陀羅経（あほだら経）やデロレン祭文は十八番で、他に新内、浪花節の真似、都々逸など能くした。役者出身だけあって、頭巾を頬被りをしてやる「俄」も得意とした。
晩年は福治の病気で不遇の時代があり、没後かな江も引退した。
弟子には市川歌志・泰子、四海波太郎・浜治、桂福助など。

## メンバー
- 市川福治（いちかわ ふくじ、前名：大川八百太、1904年 - 1976年）本名：坂本安太郎。

広島生まれ、歌舞伎の中村歌三郎の門下で17歳で女形で初舞台。後に19歳で剣戟やダンス、レヴューの一座を結成し地方巡業した。
漫才転向後は大杉てるみ、小唄志津子、香取奈美江等と組んだ。1962年に妻を相方として無理やりコンビを組んだ。
横山ホットブラザーズの横山アキラに阿呆陀羅経（あほだら経）を授けたのはこの人である。
- 市川かな江（いちかわ かなえ、前名：市川かなめ、1922年 - ?）本名：坂本末子。

尼崎の砂糖屋の娘。